# Аларкон, Томас
Тома́с Хесу́с Аларко́н Верга́ра (исп. Tomás Jesús Alarcón Vergara; род. 19 января 1999, Ранкагуа) — чилийский футболист, играющий на позиции защитника. Ныне выступает за испанский клуб «Кадис» и сборной Чили.

## Клубная карьера
Аларкон — воспитанник чилийского клуба «О’Хиггинс». С 2016 года является игроком основной команды. 13 августа 2016 года дебютировал в поединке чилийского чемпионата против «Депортес Икике», выйдя в стартовом составе и проведя на поле весь матч. Всего в дебютном сезоне провёл 4 встречи.